# 跨性別女性主義
跨性别女性主义（英語：Transfeminism），是女性主義的一種流派，該流派主張儘管跨女容易受到基於出生性別指定的性傾向分類，但是跨女本生或放棄社會給予男性氣質及男性特權，所以跟一般的女性一樣會遭受到男性主義的排斥。
2001年，小山惠美發表《跨性別女性主義宣言》為運動濫觴。

## 與其他女性主義的比較

### 與女性主義的相似處
女性主義的核心宗旨是生物性別不会也不一定等于女性的社會命運。核心理念「女性的想法不应该被传统的性别角色壓抑」在所有女性主義中扮演着重要的角色。 跨性别女性主义擁有相似的論點，认为一般人不应该受到社會上性別规范的限制。
女性主義者一直在探索作為女性在傳統上意味著有什麼樣的界限。跨性别女性主义者認為跨性別者和順性別女性主義者以類似的方式面對社會對性別的傳統觀點。跨性別者解放理論提出了新的觀點，將性別視為一種社會建構，提出了性別的新含義。

### 與女性主義的不同處
跨性别女性主义對主流女性主義的批評者認為，作為一種制度化的運動，女性主義忽視了生物性別不会也不一定等于女性的社會命運基本思想。 事實上，他們認為，許多女性主義者似乎完全地將出生性別和性別認同等同起來，並堅持僅僅基於生物性別的跨性別者的社會命運。